# Oratório Recreativo Clube
Oratório Recreativo Clube é um clube brasileiro de futebol da cidade de Macapá, capital do estado do Amapá, fundado em 1969. Atualmente, o clube disputa a primeira divisão do estadual.

## História
O clube surgiu dentro da comunidade religiosa da Igreja de Nossa Senhora de Fátima. localizada no antigo bairro da Cea (atual Santa Rita). Incentivados pelos padres Salvador e Raimundo, o clube foi fundado oficialmente em 15 de agosto de 1969 por um grupo de jovens comandados por Odoval Moraes. Por conta dessa origem católica, os atletas eram obrigados a assistir às missas para atuarem pelo clube, uma prática que perdurou por longos anos.[carece de fontes?]
Adotou como cores o azul celeste e o branco, em associação às cores do manto de Nossa Senhora de Fátima, padroeira da igreja de mesmo nome, de onde se originou o grupo de jovens cristãos Centro Recreativo Nossa Senhora de Fátima, posteriormente transformando-se em Oratório R C. Seus fundadores são: Odoval, Nazaré Guimarães, Pity, Batista, Braga e Ronaldo. Tem como mascote a orca, em alusão as iniciais ORC do clube.
De 2001 a 2009, o Oratório ficou fora das competições por opção de seus conselheiros.[carece de fontes?]
Sua equipe sub-20 tornou-se a primeira do Amapá a participar de uma edição da Copa São Paulo de Futebol Júnior, fato ocorrido em 2001. Foram duas outras participações nas edições 2011 e 2012.
Em 2012 conquistou o Campeonato Amapaense.
Após não disputar o Campeonato Amapaense entre 2016 e 2021, o Oratório terminou a edição de 2022 em 5º, sob o comando de Fábio Duarte (substituto de Neto Gonçalves, que deixou o cargo alegando problemas pessoais).
Em 2025, o Oratório foi vice-campeão amapaense, após ser derrotado na final pelo Trem.

## Títulos
| Estaduais | Estaduais                              | Estaduais | Estaduais         |
|           | Competição                             | Títulos   | Temporadas        |
| --------- | -------------------------------------- | --------- | ----------------- |
|           | Campeonato Amapaense                   | 1         | 2012              |
|           | Campeonato Amapaense - Segunda Divisão | 3         | 1976, 1977 e 1979 |
|           | Torneio Início do Campeonato Amapaense | 1         | 1995              |

Categorias de Base
- Sub-13: 2011
- Sub-15: 2009
- Sub-20: 2011
- Sub-18: 2010
- Estadual Feminino: 2009-2010-2011-2012-2015-2016

## Desempenho em competições

### Participações
|  | Participações em 2026 |

| Competição | Competição      | Temporadas | Melhor campanha       | Estreia | Última | P | R |
| Amapá      | Amapazão        | 19         | Campeão (2012)        | 1982    | 2026   |   | – |
| Amapá      | Segunda Divisão | 3          | Campeão (3 vezes)     | 1976    | 1979   | ? |   |
| Brasil     | Copa do Brasil  | 3          | 1ª fase (2013 e 2025) | 2013    | 2026   |   |   |

### Campeonato Amapaense - 1ª Divisão
| Ano  | 1980 | 1981 | 1982 | 1983 | 1984 | 1985 | 1986 | 1987 | 1988 | 1989 |
| ---- | ---- | ---- | ---- | ---- | ---- | ---- | ---- | ---- | ---- | ---- |
| Pos. | —    | —    | ?º   | —    | —    | —    | —    | —    | ?º   | ?º   |
| Ano  | 1990 | 1991 | 1992 | 1993 | 1994 | 1995 | 1996 | 1997 | 1998 | 1999 |
| Pos. | —    | 7º   | 7º   | —    | —    | 4º   | —    | 4º   | —    | —    |
| Ano  | 2000 | 2001 | 2002 | 2003 | 2004 | 2005 | 2006 | 2007 | 2008 | 2009 |
| Pos. | 7º   | 10º  | —    | —    | —    | —    | —    | —    | —    | 6º   |
| Ano  | 2010 | 2011 | 2012 | 2013 | 2014 | 2015 | 2016 | 2017 | 2018 | 2019 |
| Pos. | 5º   | 3º   | 1º   | —    | —    | 6º   | —    | —    | —    | —    |
| Ano  | 2020 | 2021 | 2022 | 2023 | 2024 | 2025 |      |      |      |      |
| Pos. | —    | —    | 5º   | 4º   | 2º   | 2º   |      |      |      |      |

### Campeonato Amapaense - 2ª Divisão
| Ano  | 1976 | 1977 | 1979 |
| Pos. | 1º   | 1º   | 1º   |
| ---- | ---- | ---- | ---- |

### Copa do Brasil
| Ano  | 2013 | 2025 |
| ---- | ---- | ---- |
| Pos. | 69º  | 78º  |

### Histórico em competições nacionais
- Copa do Brasil de 2013 (Primeira fase): Oratório 1-3 Goiás

## Ranking da CBF
Ranking atualizado em dezembro de 2014
- Posição: 169º
- Pontuação: 200 pontos[10]

Ranking criado pela Confederação Brasileira de Futebol para pontuar todos os clubes do Brasil.